# Lyallia kerguelensis
Genre
Espèce
Classification APG III (2009)
Lyallia kerguelensis est une espèce de plantes à fleurs de la famille des Montiaceae. C'est une plante en coussin endémique de l'archipel des Kerguelen, de la famille des Hectorellaceae selon Philipson et Skipworth, ou de la famille des Portulacaceae selon la classification APG II. C'est l'unique espèce du genre Lyallia (genre monotypique).

## Étymologie
Le nom générique, Lyallia, est une hommage à David Lyall, explorateur et naturaliste britannique, ami de J.D. Hooker.

## Description
Lyallia kerguelensis est une plante vivace  herbacée. Elle forme des coussins ronds, généralement de 200 à 400 mm de diamètre, mais atteignant parfois 1 m de diamètre. Elle vit dans les zones de plateaux de type fellfield. Son plus proche parent est la plante en coussin Hectorella caespitosa qui se rencontre dans les zones alpines de l'île du Sud de Nouvelle-Zélande.

## Distribution et habitat
L'espèce est endémique de l'archipel subantarctique des Kerguelen (Terres australes et antarctiques françaises) dans le sud de l'océan Indien.  Elle pousse en  petites populations sur des moraines et des zones pierreuses du type fellfield, depuis le niveau de la mer jusqu'à environ 300 m d'altitude. La plante peut vivre au moins 16 ans.